# K7리그 군산
K7리그 군산(K7 League Gunsan)은 대한민국 전북특별자치도 군산시에서 진행되는 축구 대회이다.

## 역사
2017년에 '디비전7 군산시 리그'라는 이름으로 시작되었다. 2017년 시즌에 단일 권역으로 6개 선수단이 참가했고, 2018년 시즌에는 2개 권역으로 나누어 12개 선수단이 참가했다. 2019년 시즌부터 단일 권역 6개 선수단이 참가하고 있다. 2017년 시즌에 70분(전·후반 각 35분) 경기로 진행되었다. 2018년 시즌까지 70분(전·후반 각 35분) 경기로 진행되었고, 2019년 시즌부터 60분(전·후반 각 30분) 경기로 진행되고 있다.

## 시즌별 결과
| 시즌   | 권역 | 선수단 | 우승         | 준우승       | 승격                      | 비고                               |
| ------ | ---- | ------ | ------------ | ------------ | ------------------------- | ---------------------------------- |
| 2017년 | 1개  | 6팀    | 군산 군조 FC | 군산 한백 FC | 군산 군조 FC 군산 한백 FC | 승격팀은 2018년 K6리그 전북에 참가 |
| 2018년 | 2개  | 12팀   |              |              |                           |                                    |
| 2019년 | 1개  | 6팀    |              |              |                           |                                    |

## 같이 보기
- K7리그